# 四線鐵路

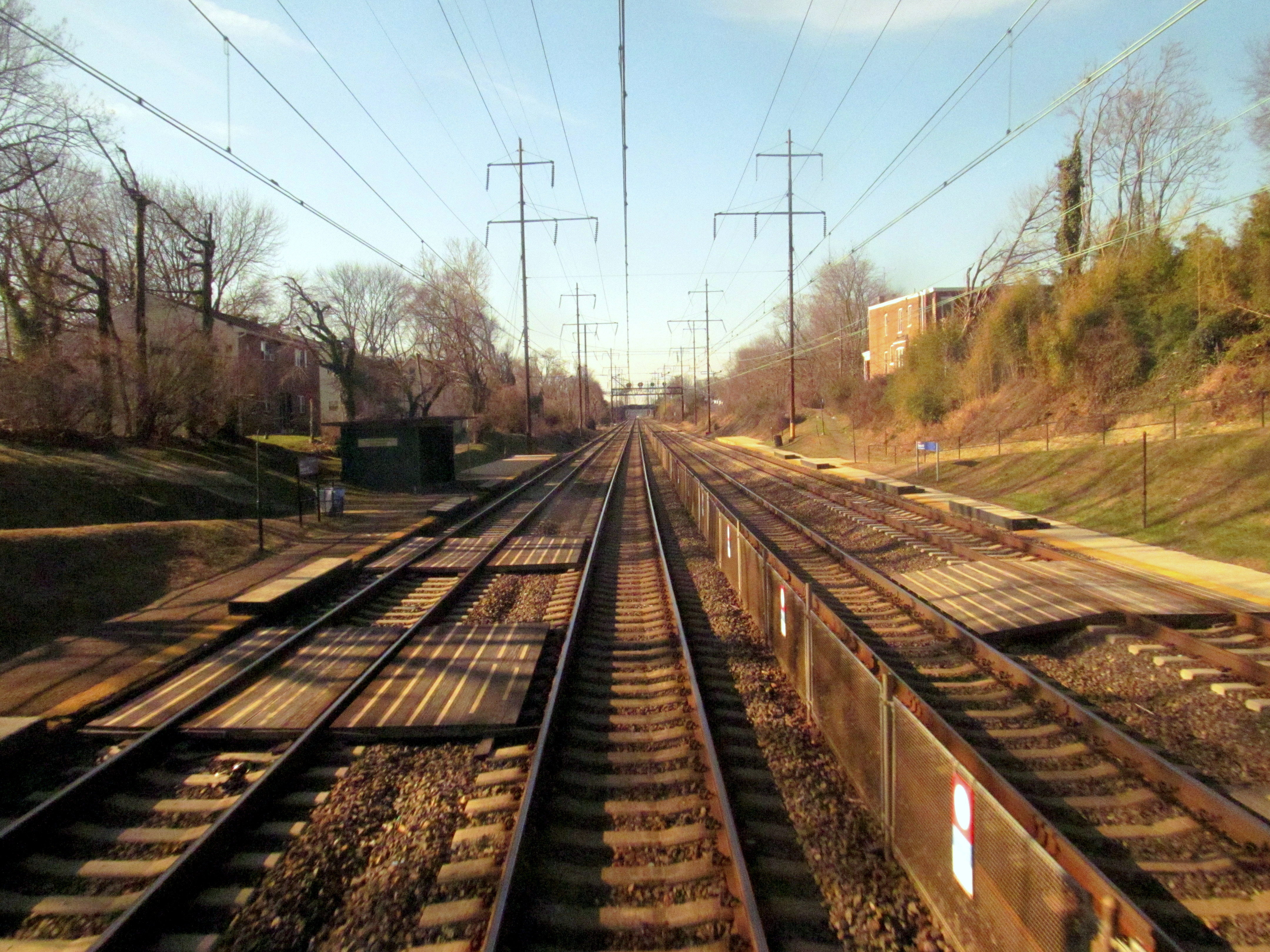
美国东北走廊宾州段

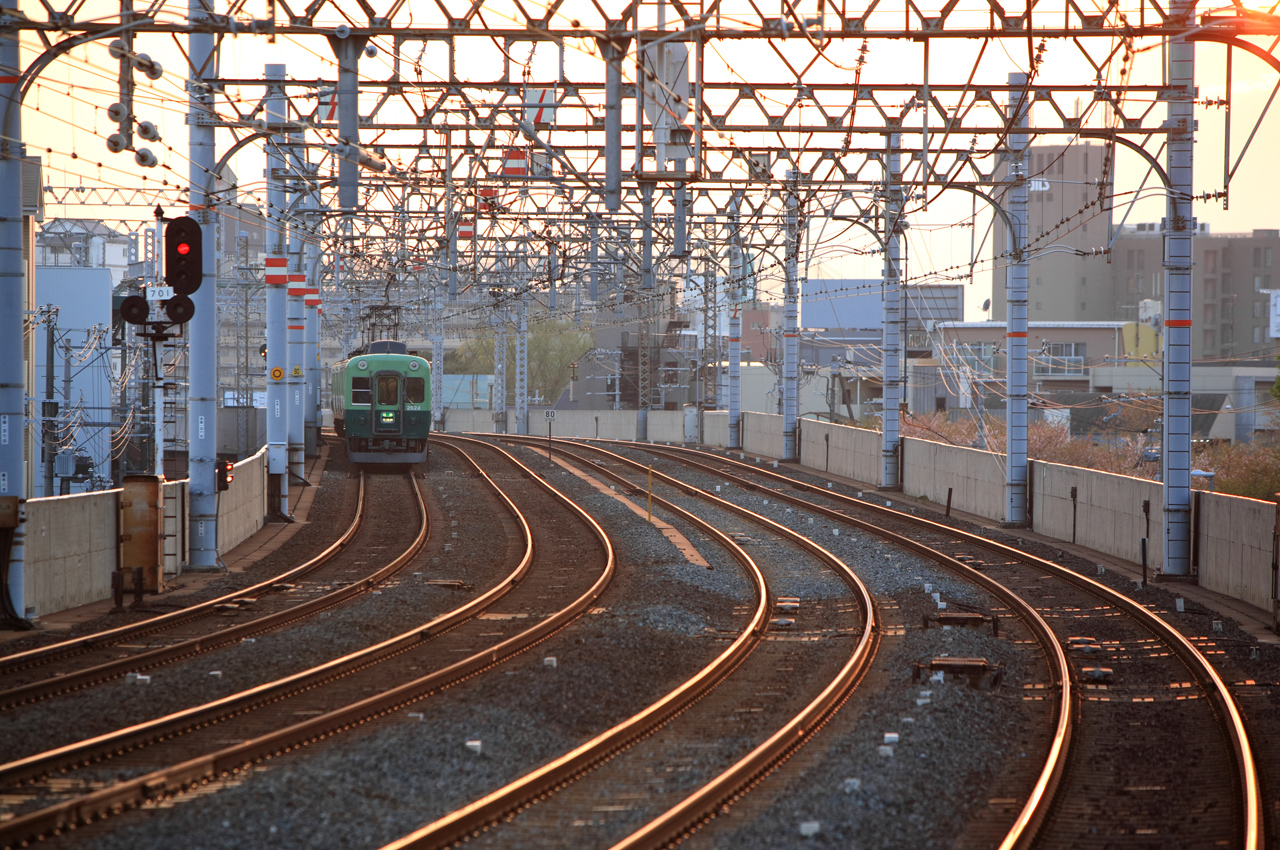
京阪電氣鐵道京阪本線

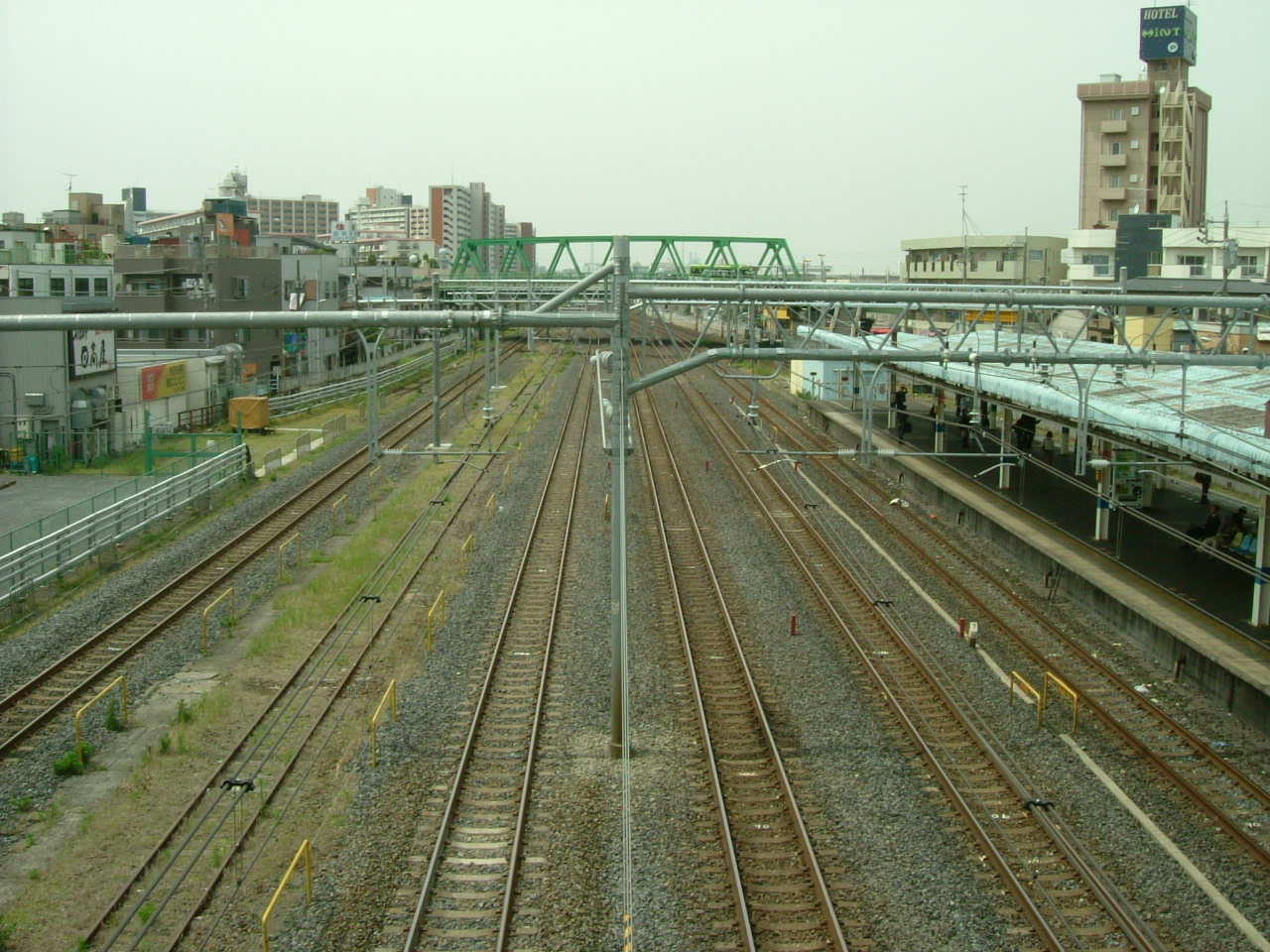
JR東日本東北本線的六線路段（京濱東北線蕨站）

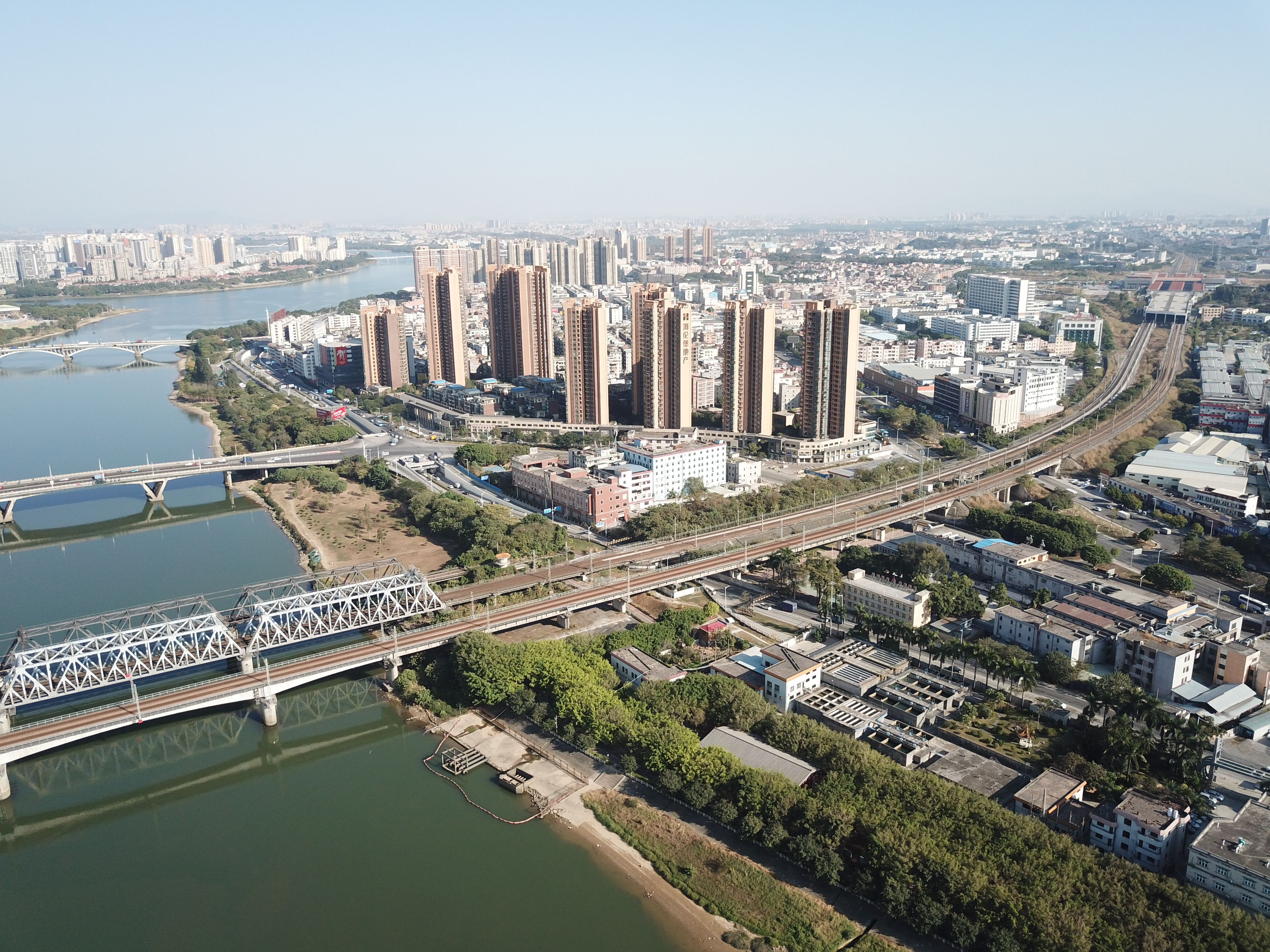
广深铁路新旧石龙南桥及东莞站

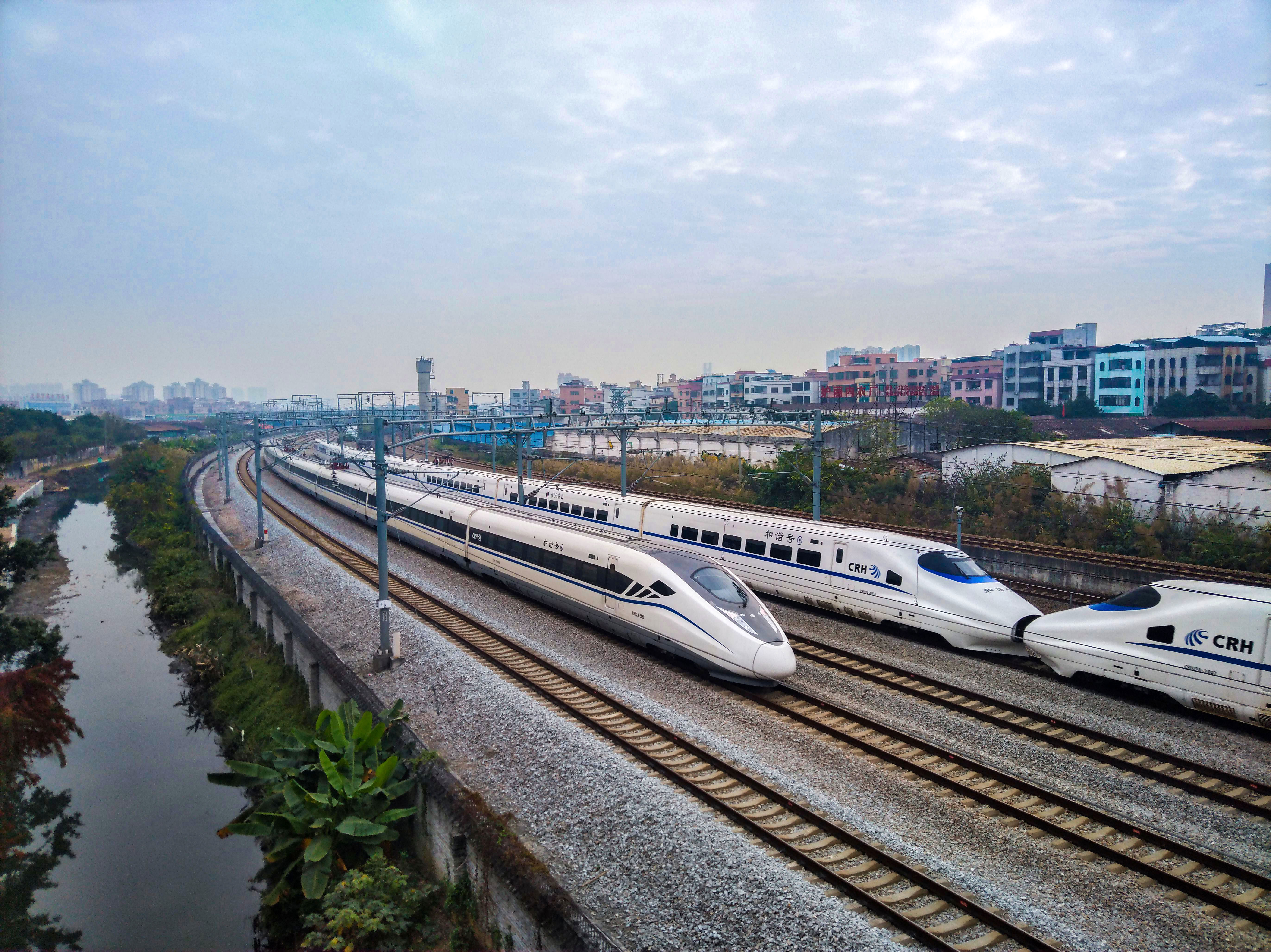
贵广客运专线（内侧）与南广铁路（外侧）并行路段（三眼桥站附近）

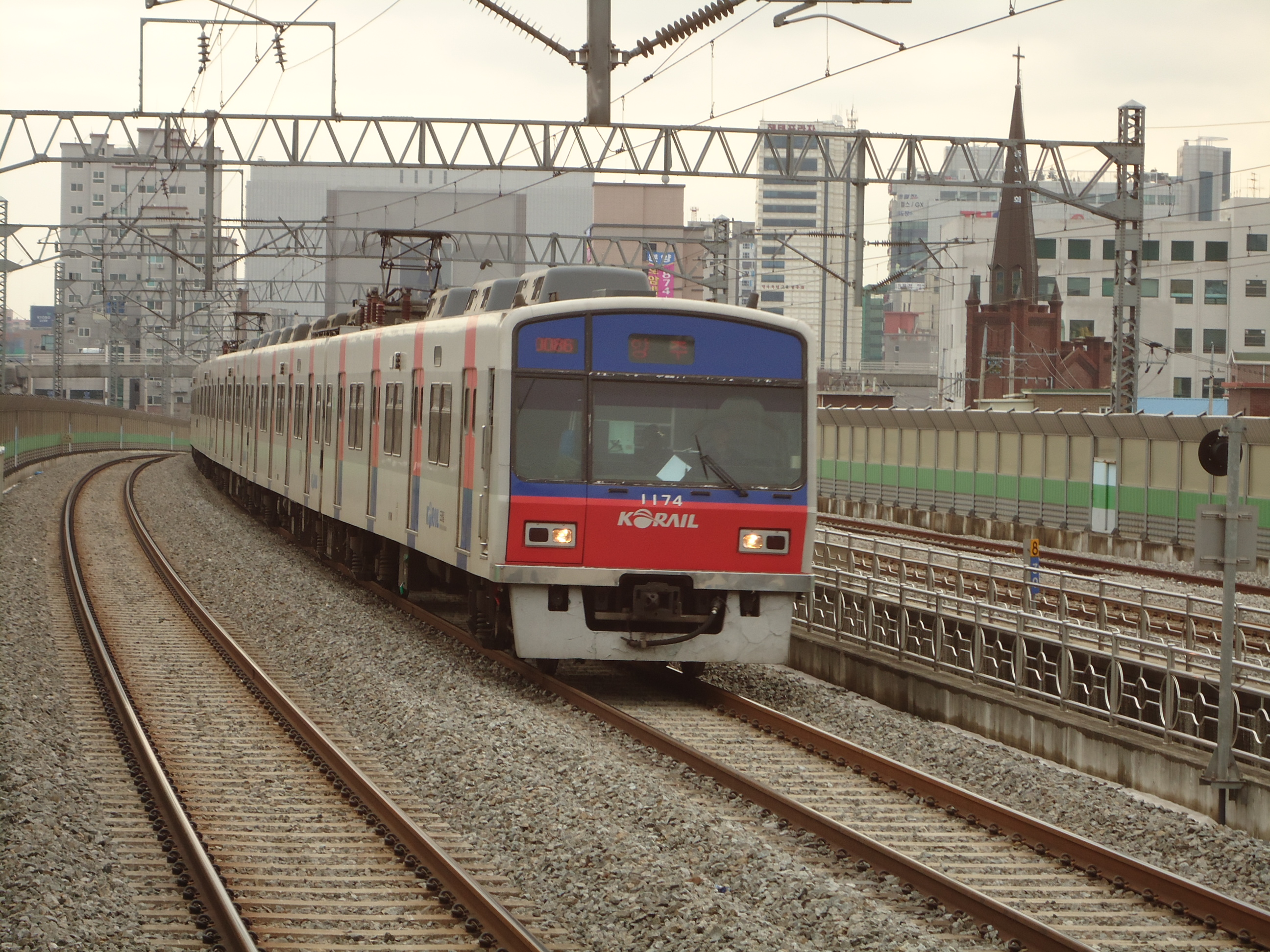
韩国铁道京元线佳陵站附近运行的首都圈電鐵1號線列车

四線鐵路，又稱雙複線鐵路，是指鐵路在同一方向有兩條平行軌道。而所謂的「複線」，就是按道路車行道的概念定義，即路線單一方向各有1條軌道。故如此類推，路線單一方向各有3條路軌的路段可稱為「六線鐵路」或「三複線鐵路」；路線單一方向各有4條軌道的是「八線鐵路」或「四複線鐵路」等。
四線鐵路及更大規模的鐵路一般出現於市區，且鐵路交通非常繁忙的路段，以應付從市郊四方八面進入市區的高客量。世界上首條四線鐵路出現於美國，當時由紐約中央鐵路營運。身為亞洲鐵路最發達國家的日本，四線鐵路稱為「複複線」（複々線／ふくふくせん），常運用在東京、大阪等大都市的鐵路系統。
美國紐約地鐵的多條路線中，都大量採用四線、三線的軌道配置，因此可開行多種快、慢車服務，深夜時分更可進行局部的維修保養而無需停止服務，使得紐約地鐵成為全球少有的24小時全年無休的大眾運輸系統。
中國也有不少四線鐵路，如廣深鐵路。
香港的機場鐵路於九龍站至青衣站一段亦為四綫鐵路，東涌綫使用外側二線，而機場快綫則使用內側二綫。

## 軌道配置分類
四線鐵路的軌道配置方法有以下兩種：
- 按鐵路路線排列：同一路線的軌道排在一起，以方便同一路線上、下行軌道的列車經道岔切換軌道（如南廣鐵路及貴廣客運專線三水南站至肇慶東站之間）。
  - 按行車速度排列：同一速度的路線排在一起，例如：較快的特快、快速列車使用一對軌道；較慢的普通列車使用另一對軌道（如廣深鐵路，Ⅰ/Ⅱ线供最高時速160km/h的动车组旅客列车、高速动车组旅客列车、城际动车组旅客列车行駛，Ⅲ/Ⅳ线供最高時速140km/h的普速列車、少数城际动车组旅客列车及货车行駛）。
  - 按客貨分類排列：客運列車使用一對軌道，貨運列車使用另一對軌道，避免兩種列車速度不同而限制列車班次安排。
- 按行車方向排列：同一運行方向的不同路線排在一起，方便乘客換乘路線（如南廣鐵路及貴廣客運專線廣州南站至三水南站之間）。

## 優勢
- 與雙線鐵路比較，四線鐵路很容易容納雙線鐵路的2倍交通量（實際上限依運用情形而定，快慢可分離作各自運行下，最大可能交通量超過2倍）。
- 由於四線鐵路比雙線鐵路在單一方向多一條軌道，車速較快的列車（如特快列車）可超越車速較慢的列車（如普通列車），減少速度衝突，故城際列車和通勤列車能在同一路段共存而不互相干擾。
- 由於四線鐵路比雙線鐵路在單一方向多一條軌道，進行維修工作時只需封閉其中一對軌道，對列車服務影響較少，且安排比較容易。
- 倘若有一輛列車在某一路軌故障，該方向仍有一條路軌可以行駛，無須使用對頭方向（相反方向）路軌或採取單線雙程行車。

## 侷限
- 四線鐵路需要佔地較廣、所需建築物料較多，因此建築成本較高。建築鐵路隧道和橋樑均會遇到同樣情況。
- 如要將已建成的雙線鐵路擴張成四線鐵路，其收地成本可能非常高（尤其是市區土地）。
- 用作分隔不同行駛速度的列車的四線鐵路因需設置內外線間的道岔，維修工作比雙線鐵路複雜且成本較高。
- 為避免發生意外，在四線鐵路運行的列車一般均需進行分類並設定使用的路軌。

## 三線鐵路
三線鐵路是四線鐵路的一種亞型，即指同一路段上有三條平行的軌道。一般來說，三線鐵路是指在原有的雙線鐵路側增加一條平行的軌道。這種方式又被稱為「複單線」。但請留意三線鐵路不是「第三軌供電」或「雙軌距鐵路」（三軌鐵路）。

## 多复线铁路
在部分特别繁忙的区域，一般是途径大城市的长途铁路同时兼顾快慢速不同的通勤的区域，可能需要多组复线铁路才能满足需求。比如三组复线铁路，即路线单一方向各有三条路轨的路段，被称为六线铁路，或称三复线铁路。
例如京釜线首尔到九老段，有三组复线铁路。京釜1线主要行驶KTX、新村號、無窮花號及货车，同时行驶首都圈電鐵1號線的B急行列车；京釜2线仅行驶首都圈電鐵1號線列车，并接入地铁首尔站；京釜3线的首尔到龙山段实际上是单线并列，行驶少量KTX和货车；龙山到九老段仅行驶首都圈電鐵1號線列车。
多复线铁路的极端例子是东海道本线东京到品川段，设置了四组复线铁路，再加上JR视新干线为既有铁路的复复线工程，因而实际上东京到品川之间的东海道线为五复线（10条路轨）：地面靠内的两组复线分别供停站最多的山手线和京滨东北线使用；居中的一组复线仅停靠新桥，供东海道本线使用；外侧的一组复线供东海道新干线使用；地下的一组复线供横须贺线使用。而东北本线东京至神田段，同样为五复线：山手线、京滨东北线、中央线与在神田站不设站台的上野东京线、东北新干线互不干涉使用这10条路轨。